# Fosston, Minnesota
Fosston là một thành phố thuộc quận Polk, tiểu bang Minnesota, Hoa Kỳ. Năm 2010, dân số của thành phố này là 1527 người.

## Dân số
- Dân số năm 2000: 1575 người.
- Dân số năm 2010: 1527 người.